# Onychogalea unguifera
Il wallaby dalla coda unghiuta (Onychogalea unguifera Gould, 1841) è una specie di Macropodide diffusa in Queensland, Australia Occidentale e Territorio del Nord. Diversamente dai suoi parenti, il wallaby dalle briglie (O. fraenata) e quello dall'unghia lunata (O. lunata), non è una specie minacciata.
Il wallaby dalla coda unghiuta è di gran lunga la specie più grande del genere Onychogalea. È un animale solitario e notturno che si nutre brucando una grande varietà di foglie. La sua pelliccia, di color sabbia, dà origine all'altro nome con cui viene indicato.
Ne sono state riconosciute due sottospecie, ma la loro validità viene ancora discussa.
- O. u. unguifera, della parte nord-occidentale dell'areale;
- O. u. annulicauda, della parte nord-orientale dell'areale[4].